# Apodytes clusiifolia
Apodytes clusiifolia är en tvåhjärtbladig växtart som först beskrevs av Louis Antoine François Baillon, och fick sitt nu gällande namn av J.-f. Villiers. Apodytes clusiifolia ingår i släktet Apodytes och familjen Icacinaceae. Inga underarter finns listade i Catalogue of Life.